# Potassic-magnesio-fluoro-arfvedsonite
La potassic-magnesio-fluoro-arfvedsonite (simbolo IMA: Pmfarf) è un raro minerale del supergruppo dell'anfibolo, all'interno del quale viene collocato nel "gruppo degli anfiboli con W(OH,F,Cl)-dominante" e da lì al sottogruppo degli anfiboli di sodio dove occupa un posto nel "gruppo contenente la radice arfvedsonite nel nome"; essendo un anfibolo, appartiene agli inosilicati e pertanto alla famiglia minerale dei "silicati", e possiede composizione chimica KNa2(Mg4Fe3+)Si8O22F2.
La potassic-magnesio-fluoro-arfvedsonite è definita con:
- catione potassio dominante in posizione A
- catione magnesio Mg2+ dominante in posizione C2+
- catione ferro ferrico Fe3+ dominante in posizione C3+
- anione fluoro dominante in posizione W.

## Etimologia e storia
La potassic-magnesio-fluoro-arfvedsonite è stata descritta e sottoposta all'approvazione da parte dell'Associazione Mineralogica Internazionale (IMA) in base ad un ritrovamento avvenuta nell'area di Gatineau-Perkins nella regione di Outaouais (nel Québec, Canada) e approvata nel 1985 con il nome di potassium fluor-magnesio-arfvedsonite. Il nome fu poi cambiato nel 2006 in fluoro-potassic-magnesio-arfvedsonite in seguito alle revisioni della nomenclatura degli anfiboli intercorse, mentre la revisione della nomenclatura del 2012 (IMA 2012) ha comportato un'ulteriore modifica del nome portandolo a potassic-magnesio-fluoro-arfvedsonite.

## Classificazione
La classica nona edizione della sistematica dei minerali di Strunz, aggiornata dall'Associazione Mineralogica Internazionale (IMA) fino al 2009, elenca la potassic-magnesio-fluoro-arfvedsonite come fluoro-potassic-magnesio-arfvedsonite e la elenca nella classe "9. Silicati (germanati)" e da lì nella sottoclasse "9.D Inosilicati"; questa viene ulteriormente suddivisa in base alla struttura del minerale, in modo tale che la potassic-magnesio-fluoro-arfvedsonite possa essere trovata nella sezione "9.DE Inosilicati con catene doppie di periodo 2, Si4O11; clinoanfiboli" dove forma il sistema nº 9.DE.25.
Tale classificazione resta invariata anche nell'edizione successiva, proseguita dal database "mindat.org" e chiamata Classificazione Strunz-mindat.
Nella Sistematica dei lapis (Lapis-Systematik) di Stefan Weiß la potassic-magnesio-fluoro-arfvedsonite si trova nella classe dei "silicati" e nella sottoclasse degli "inosilicati"; qui il minerale si trova nella sezione di quelli che hanno struttura "[Si4O11] a due bande 6-; gruppo degli anfiboli; anfiboli alcalini" dove forma il sistema nº VIII/F.08.

## Abito cristallino
La potassic-magnesio-fluoro-arfvedsonite cristallizza nel sistema monoclino nel gruppo spaziale C2/m (gruppo nº 12) con i parametri reticolari a = 9,9591(4) Å, b = 17,9529(7) Å, c = 5,2867(2) Å e β = 104,340(1)°, oltre ad avere 2 unità di formula per cella unitaria.

## Origine e giacitura
La potassic-magnesio-fluoro-arfvedsonite è stata trovata nella lamproite ricca di silicio associata a sanidino ricco di ferro ferrico (Fe3+), fluorapatite ricca di stronzio, rutilo, barite ricca di stronzio, quarzo, zircone ed ematite.
Il minerale è piuttosto raro ed è stato trovato solo in pochi siti: la località tipo, la "Highway 366" (45.60655°N 75.62528°W) presso Val-des-Monts (nell'Outaouais, Canada), ma anche nella municipalità regionale della contea di Témiscamingue (anch'essa in Canada); nella miniera di "Mountain Pass" nella contea di San Bernardino (California, Stati Uniti); nella provincia di Aousserd (Marocco); a Xixano (provincia di Cabo Delgado, in Mozambico); nelle fumarole di "Arsenatnaya" nel Mil'kovskij rajon (Russia); a Gerolstein (in Renania-Palatinato, Germania).

## Forma in cui si presenta in natura
La potassic-magnesio-fluoro-arfvedsonite si trova sotto forma di cristalli prismatici appiattiti di dimensione dell'ordine dei decimi di millimetro. Il minerale ha lucentezza vitrea; il colore va dal blu-nero al blu-viola, al grigio bluastro, mentre il colore del suo striscio è sempre bianco.

## Proprietà ottica
La potassic-magnesio-fluoro-arfvedsonite è fortemente pleocroica con colori verde-grigio chiaro lungo {\displaystyle x}, verde-blu lungo {\displaystyle y} e grigio pallido lungo {\displaystyle z}.